# Cantone di Créances
Il Cantone di Créances è una divisione amministrativa dell'Arrondissement di Saint-Lô.
È stato costituito a seguito della riforma approvata con decreto del 25 febbraio 2014, che ha avuto attuazione dopo le elezioni dipartimentali del 2015.
Un precedente cantone di Créances era già stato creato nel 1790 e soppresso nel 1801.

## Composizione
Comprende i seguenti 32 comuni:
- Angoville-sur-Ay
- Baudreville
- Bolleville
- Bretteville-sur-Ay
- Canville-la-Rocque
- Coigny
- Créances
- Denneville
- Doville
- La Feuillie
- Glatigny
- La Haye-du-Puits
- Laulne
- Lessay
- Lithaire
- Millières
- Mobecq
- Montgardon
- Neufmesnil
- Pirou
- Le Plessis-Lastelle
- Prétot-Sainte-Suzanne
- Saint-Germain-sur-Ay
- Saint-Jores
- Saint-Nicolas-de-Pierrepont
- Saint-Patrice-de-Claids
- Saint-Rémy-des-Landes
- Saint-Sauveur-de-Pierrepont
- Saint-Symphorien-le-Valois
- Surville
- Varenguebec
- Vesly